# Präriejäger in Mexiko
«Präriejäger in Mexiko» (с нем. — «Охотники прерий в Мексике») — двухсерийный телефильм, снятый восточно-германским телевидением на студии художественных фильмов кинокомпании DEFA по мотивам романов Карла Мая. Для экранизации использованы мотивы из романов «Бенито Хуарес» (нем. Benito Juarez) и «Зверолов Клюв Коршуна» (нем. Trapper Geierschnabel) из цикла романов «Лесная роза». Частично сюжет идентичен западногерманской  экранизации произведений Карла Мая «Пирамида бога Солнца» (1965). Первая часть — «Бенито Хуарес», транслировалась 25 декабря 1988 года, а вторая часть — «Клюв Коршуна» — 28 декабря 1988 года по 1-й программе телевидения ГДР.

## Сюжет
Мексика в 1865 году оккупирована французским экспедиционным корпусом. Император Франции Наполеон III и местные консерваторы установили в стране монархию. Австрийский эрцгерцог Максимилиан Габсбург посажен императором против воли народа, который избрал своим президентом Бенито Хуареса.
На его стороне сражаются с французами Черный Жерар, также вождь индейцев миштеков Медвежий Глаз и знаменитый охотник Клюв Коршуна. Они смогут предотвратить попадание партии оружия к бандиту Пабло Кортехо, который вместе со своей дочерью Хосефой хочет узурпировать власть президента Хуареса.
В маленьком пабе, владелец которого, Пирнеро, постоянно ищет кандидатов в мужья для своей дочери Резиделлы, у маленького Андре, который также симпатизирует Хуаресу, находится своя штаб-квартира . От Бенито Хуареса Андре получает приказ связаться со шпионкой Эмилией после того, как Черный Жерар чуть не попал в руки французов.
Когда бандит Кортехо атакует Асьенду дель Эринья (Hacienda del Eriña), Жерар бросается на помощь. Сбежавший Кортехо попадает в руки индейцев мицтеков, но Кортехо спасает его друг Портер. Нападение их двоих на паб Пирнеро также не удалось. И снова Черный Жерар успел вовремя. После Кортехо объявлен в розыск. Когда он видит ориентировку о его розыске, для него рушится мир, и он совершает самоубийство. После того, как президент Хуарес изгнал французов, наступает «счастливый конец», дочь Пирнеро, Резиделла, оказывается в глубоких объятиях Черного Жерара.

## В ролях
- Гойко Митич — Медвежий Глаз
- Кольо Дончев — Черный Жерар
- Андреас Шмидт-Шаллер — Маленький Андре
- Джоко Росич — Клюв Коршуна
- Гельмут Шелхардт — Бенито Хуарес
- Эрвин Бернер — Максимилиан Габсбург
- Леон Немчик — Пабло Кортехо
- Светлана Светличная — крестьянка

## Критика
История идеологически укладывалась в концепцию «освободительной борьбы угнетенного народа против империалистических держав». Однако убедительной оказалась только музыка Карла-Эрнста Зассе к фильму. После плохих обзоров DEFA воздержалась от дальнейших фильмов по Карлу Маю.

## Места съемок
Снимался, в частности, в Бухаре (Узбекистан, СССР), в Болгарии и в Бабельсберге.

## Медиа
Выпуск на DVD состоялся весной 2010 года.

## Прочая информация
Первое ТВ-вещание в ГДР
- "Präriejäger in Mexiko" (Benito Juarez),  1. Teil: 25.12.1988, DDR 1
- "Präriejäger in Mexiko" (Geierschnabel), 2. Teil: 28.12.1988, DDR 1

ТВ-вещание в объединенной Германии (ФРГ)
- "Präriejäger in Mexiko" 1. Teil: 27.12.1999, MDR
- "Präriejäger in Mexiko" 2. Teil: 28.12.1999, MDR
- "Präriejäger in Mexiko", 01.04.2002, 3sat

## Литературная основа
- Карл Май: Benito Juarez, Собрание сочинений, Том 53, Карл Май Верлаг (Karl-May-Verlag) - ISBN 3780200538
- Карл Май: Trapper Geierschnabel, Собрание сочинений, Том 54, Карл Май Верлаг (Karl-May-Verlag) - ISBN 3780200546